# Soundpainting

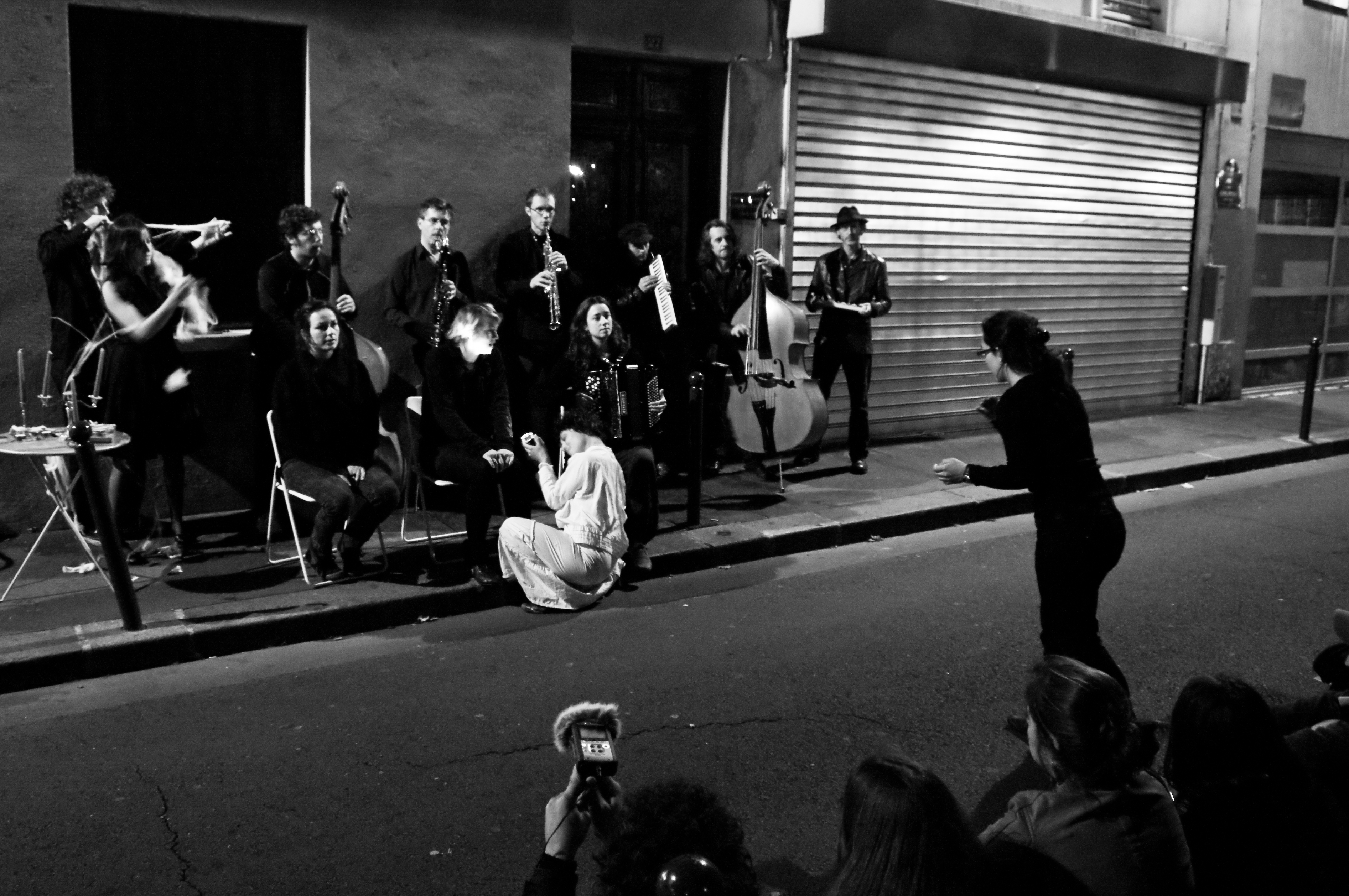
Improvisació en viu amb llenguatge Soundpainting a càrrec del grup Trafic.

El Soundpainting és una llengua de signes universal per a la composició multidisciplinària en viu. Va ser creat per Walter Thompson a Woodstock, Nova York, l'any 1974. És un llenguatge apte per a músics, actors, ballarins i artistes visuals. Actualment (2020) compta amb més de 1500 gestos que fa servir el Soundpainter (a mig camí entre un compositor i un director) per tal d'indicar el tipus de material que desitja que creen els intèrprets. El Soundpainter realitza les composicions mitjançant la variació de diferents paràmetres expressats amb conjunts de gestos.